# Isak Mattsson
Isak Emanuel Mattsson, född 10 juli 1885 i Gävle, död 3 december 1926 i Skodsborg, var en svensk väg- och vattenbyggnadsingenjör.
Mattsson avlade studentexamen vid Norra Real i Stockholm 1911 och studerade vid Kungliga Tekniska högskolan 1913–1917. Han var anställd på stadsingenjörskontoret i Stockholms stad 1918–1919, på stadsingenjörskontoret i Malmö stad 1920 och stadsplaneingenjör i Landskrona stad 1920–1926.